# Melroy Heemskerk
Melroy Heemskerk (16 augustus 1988) is een Nederlandse motorsport-commentator en oud-coureur.

## Carrière

### Autosport
Melroy Heemskerk begon zijn autosport-carrière in 2005, in de Unipart Endurance Cup, waarin hij 1 race reed voor het team van Magnum in een Seat Ibiza TDI. Ook in het motorsportseizoen 2005-2006 deed Heemskerk mee aan de Dutch Winter Endurance Series, waarin hij 5 races reed en als 70ste eindigde met 19 punten. In 2006 deed Heemskerk mee aan 3 verschillende series; de 2006-07 Dutch Winter Endurance Series waarin hij na 3 gereden races 50ste werd met 25 punten, de 2006 Formula Ford 1800 Benelux waarin hij 13de werd met 11 punten in een Van Diemen RF98, en Heemskerk deed ook mee aan een kartklasse, namelijk de 2006 Twente 4-Stroke Club Championship - Pro Kart, die hij won, voor het team De Waver Racing. Dit is de eerste geregistreerde overwinning in een klasse van Heemskerk.
(Deze pagina is nog niet compleet, help mee door de pagina uit te breiden.)
Heemskerk is actief geweest in de GT World Challenge Europe in 2013 als teamgenoot van Armaan Ebrahim voor BMW Sports Trophy Team India.

### Televisie
Melroy Heemskerk is sinds 2022 actief als co-commentator voor de Formule 1-tak van Viaplay.